# جائزة شوتينغ ستارز
جائزة شوتينغ ستارز (بالإنجليزية: Shooting Stars Award)‏ هي جائزة سنوية للأفلام تمنح لعشرة ممثلين أوروبيين يافعين في مهرجان برلين السينمائي الدولي. ظهرت في سنة 1998.

## الفائزون
من الفائزين بها:
- ريتشل وايز (والتي فازت بجائزة الأوسكار أيضا)
- موريتز بليابتريي
- أليسيا فيكاندير
- لوديفين ساجنر
- نينا هوس
- دانيال برول
- ماتياس شونارتس
- دانيال كريغ

## وصلات خارجية
- الموقع الرسمي